# مولاي سليسن
مولاي سليسن بلدية جزائرية في ولاية سيدي بلعباس شمال غرب الجزائر ومركز دائرة مولاي سليسن.

## تاريخ
مولاي سليسن هي من بين أقدم بلديات ولاية سيدي بلعباس حيث يعود تاريخ إنشائها إلى سنة 1931 م تقدر مساحتها ب 192 كم2.
يقطنها 10335 نسمة (إحصاء جوان 1998) تبعد عن مقر الولاية 46 كلم.
تعتبر مقر دائرة التي أنشئت سنة 1991 م اثر التقسيم الإداري الجديد وعدد سكانها 10335 نسمة وهي تضم إلى جانبها بلدية الحصيبة بـ 2541 نسمة وبلدية عين تاندامين بـ 2315 نسمة كما أن ثلثي مساحة مولاي سليسن عبارة عن مساحة غابية عانت في فترة الإرهاب من الحرائق.
تحدها شرقا بلدية مزاورو وغربًا بلدية عين تالوت (ولاية تلمسان) وشمالا بلدية سيدي علي بن يوب وشطوان وجنوبا بلدية الحصيبة.

## نشاط البلدية

### اقتصادي
تقتصر موارد البلدية على مداخيل بعض الإجراءات ومخصصات ميزانيةالولاية في إطار الصندوق الوطني للجماعات المحلية و هي تتوفر فقط على ثلاث مدارس ابتدائية، وإكمالية واحدة، وقاعة حفلات ومستوصف واحد وعيادة لحماية الطفولة والأمومة.
أما في العقد شيدت ثانوية وتكوين مهني ومصلحة للاستعجالات كاملة التجهيزات ومصلحة للحماية المدنية والتهيئة العمرانية.
بالإضافة إلى المشاريع التي ما زالت في طور الإنجاز منها مشروع الذي انطلق سنة 2009 المتمثل في إنشاء موقف للحافلات (gare routiere) وموقف كبير للقطار بالإضافة إلى مصلحة للشرطة كما سيتم فتح خط للسكة الحديدية يربط مولاي سليسن بالجزائر العاصمة مرورا بولاية سعيدة للمسافرين.

### اجتماعي
هناك عجز كبير في المداخيل لانعدام هياكل التشغيل والأغلبية العظمى من السكان تعتمد على الفلاحة الموسمية، وفترة العشرية السوداءأدّت بسكان القرى المجاورة (سراج زواوي، تمطيونة...) بالإستقرار في مولاي سليسن.